# Kimi ni Koishitei desu ka
Kimi ni Koishitei desu ka (キミに恋していーですか?   , lit. ¿Puedo amarte?/¿Podría amarte?) es un manga shōjo que se empezó a publicar en 2013. Inicialmente fue un one-shot pero se empezó a publicar de manera regular.

## Argumento
La historia trata sobre Chigira Ruiji, que es un chico de 15 años quien, debido a su cara, que parece la de un maleante, nunca ha tenido amigos y desea tener una vida escolar plena.
Al entrar al nuevo instituto intenta dar una expresión distinta, pero falla debido al mal uso de sus palabras, que son malentendidas debido a la forma en la que las dice y su cara. Ese mismo día, antes de entrar se encuentra con una chica, Wakatsuki Sana, quien le devuelve amablemente la guía escolar que se le había caído, al girarse a cogerla Ruiji ve su cara y se espanta, pero Ruiji se enamora de ella.
En su cruzada para encontrar el amor con Wakatsuki, Ruiji se encuentra con una chica (Kibayashi Moemi) bastante popular en su clase a quien le pide que sea su guía en el amor. Al final se acabaran ayudando mutuamente debido a la secreta inseguridad de esta.

## Personajes
- Chigira Ruiji: Es el protagonista, su cara de maleante le ha impedido ser sociable pero él desea una vida escolar plena con amigos y enamorarse de manera pura. Debido a que siempre ha estado en problemas sabe pelear muy bien y es conocido por los maleantes por ser imbatible .
- Wakatsuki Sana: Es la chica de la que se enamora Ruiji. Es una chica amable con todo el mundo y algo tímida al hablar en público. Ruiji siempre le intenta ayudar en cualquier cosa que pueda e ir junto a ella al volver a casa.

- Kibayashi Moemi: Es una chica popular de la clase de Ruiji quien se dice que ha salido con más de 20 novios. Ruiji le pide que le enseñe a ser bueno en el amor. Conforme avanza la historia se descubre que ella salía con varios chicos porque aceptaba a los que se le confesaba pero ella tenía miedo de confesarse al chico que de verdad le gustaba.